# Olszewo Węgorzewskie
Olszewo Węgorzewskie [ɔlˈʂɛvɔ vɛnɡɔˈʐɛfskʲɛ] (tiếng Đức: Olschöwen, từ 1938-45 Kanitz) là một ngôi làng thuộc khu hành chính của Gmina Budry, thuộc hạt Węgorzewo, Warmińsko-Mazurskie, ở phía bắc Ba Lan, gần biên giới với tỉnh Kaliningrad của Nga. Nó nằm khoảng 11 kilômét (7 mi)   phía tây bắc Budry, 10 km (6 mi) về phía bắc của Węgorzewo và 100 km (62 mi) về phía đông bắc của thủ đô khu vực Olsztyn.